# Sé (Angra do Heroísmo)
Sé ist eine portugiesische Gemeinde (Freguesia) im Kreis (Município) Angra do Heroísmo auf der Azoren-Insel Terceira; sie bildet einen Teil der Stadt Angra mit der namensgebenden Kathedrale. In ihr leben 928 Einwohner (Stand 19. April 2021). Auf dem Gebiet der Gemeinde befindet sich mit der Ruine Castelo dos Moinhos eine der ältesten portugiesischen Verteidigungsanlagen der Insel.